# Stadion Miejski w Pančevie
Stadion Miejski – stadion sportowy w Pančevie, w Serbii. Obiekt może pomieścić 6000 widzów. Swoje spotkania rozgrywają na nim piłkarze klubu Dinamo Pančevo.